# Cage (鬼束ちひろの曲)
「Cage」（ケージ）は、鬼束ちひろの3枚目のシングル。

## 解説
2000年11月8日に発売された。作詞・作曲は鬼束ちひろ、編曲は土屋望・羽毛田丈史（カップリング曲「Ash on this road」編曲は羽毛田丈史）。
もともとは2000年7月12日に2ndシングルとしてリリースする予定であったが、制作上の都合により7月26日に発売を延期、さらにドラマ『トリック』の主題歌として「月光」が起用されるとそちらの方が話題となったため、急遽差し替えてリリースすることとなり、結局発売が中止となった過去がある。その際のカップリング曲は「My Fragile Life」（アルバム『インソムニア』収録曲「螺旋」初期音源）であった。

## 収録曲
1. Cage [4:31]
作詞・作曲：鬼束ちひろ／編曲：土屋望・羽毛田丈史
TBS系『新ウンナンの気分は上々。』エンディングテーマ
もともとは同様の流れでバラード曲であったが、当時のプロデューサーであった土屋望の提案でアップテンポにしたという。1stアルバム『インソムニア』収録の際にはアルバムバージョンとしてアコースティックで再収録という案も出たが、楽曲の持つ臨場感を大事にしたいという事から案は見送られることとなったエピソードがあるという。
なお、この楽曲を作った際にモチーフとなったのは、自身の自宅に電飾を施してインテリアとして飾っている鳥かごである。
2. Ash on this road [4:16]
作詞・作曲：鬼束ちひろ／編曲：羽毛田丈史
カントリーロックナンバーを初めて発表した作品であり、この発表を期に「We can go」や「LITTLE BEAT RIFLE」を発表するきっかけともなった。
3. Cage (Inst.) [4:31]

## 収録アルバム
Cage
- 『インソムニア』
- 『SINGLES 2000-2003』
- 『GOOD BYE TRAIN 〜ALL TIME BEST 2000-2013』
- 『REQUIEM AND SILENCE』